# Strehaia
Strehaia je město na východě rumunské župy Mehedinți v historické oblasti Olténie. Ve městě žije přibližně 9 000 obyvatel, což z něho činí druhé největší sídlo v župě. Do správy města spadají i vesnice Ciochiuța, Comanda, Hurducești, Lunca Banului, Menți, Motruleni, Slătinicu Mare, Slătinicu Mic, Stăncești.

## Historie
Místní klášter byl postaven panovníkem Matějem Basarabem v roce 1645. První zmínky o městu se však objevují již v 15. století.

## Geografie
Město se nachází v údolí řeky Motru, která proplouvá nedaleko města, přibližně 49 km východně od města Drobeta-Turnu Severin a přibližně 64 km severozápadně od Krajovy v župě Dolj.

## Doprava
Městem prochází silnice DN6, která ho spojuje s městy Drobeta-Turnu Severin a Krajova. Rovněž nese označení jako Evropská silnice E70. Končí zde silnice DN67A, kterou je možné dostat se přes město Motru do Târgu Jiu v župě Gorj.

## Pamětihodnosti
- Klášter ve Strehaie